# Satrapie de Gédrosie

Empire achéménide

Pour un article plus général, voir Gédrosie.
Sauf précision contraire, les dates de cet article sont sous-entendues « avant l'ère commune » (AEC), c'est-à-dire « avant Jésus-Christ ».
La satrapie de Gédrosie, région aussi connue sous le nom de Makran, est une province des empires achéménide et macédonien, située dans un désert sablonneux et aride entre l’Iran et le Pakistan actuels.

## Géographie
Les limites connues de la Gédrosie, en tant que satrapie sous l’empire macédonien, sont les monts Becius au nord, appelé de nos jours les monts Chagain; à l'est la vallée de Purali traversée par la rivière Arabis (aujourd’hui connue sous le nom de la rivière de Purali); la mer d'Oman au sud (mer d'Arabie), que l’on peut retrouver sous la dénomination de mer d’Erythrée; enfin, à l'ouest, le plateau du Balouchistan.
La satrapie de Gédrosie est entourée de la satrapie de Carmanie à l’ouest, de la Drangiane au nord-ouest, de l’Arachosie au nord, et à l’est de la satrapie du Sindh.

### Topographie

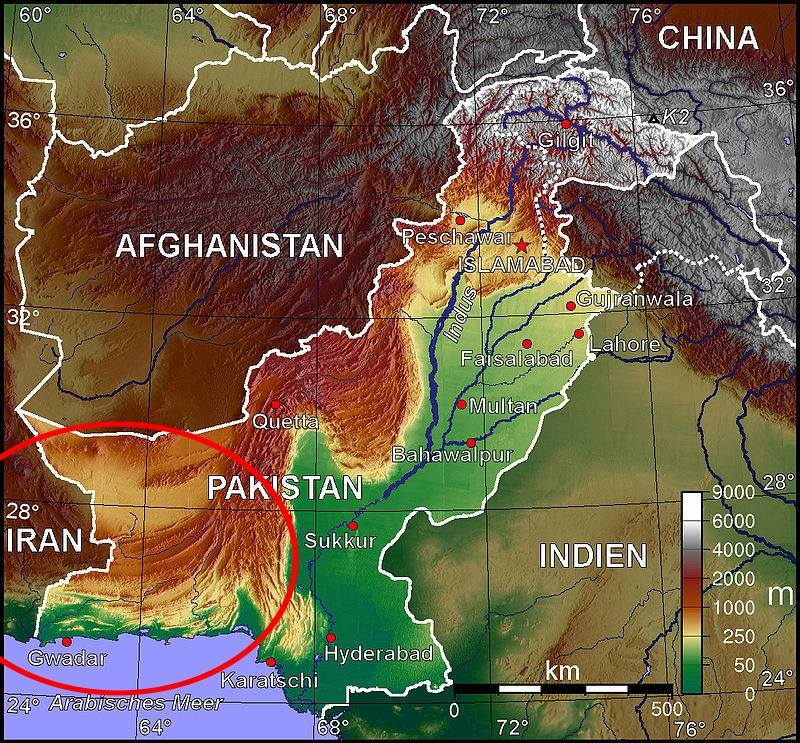
Topographie de la partie est de la satrapie de Gédrosie (entourée en rouge). Carte du Pakistan actuel.

La Gédrosie est une zone montagneuse et désertique, située au sud-est de l’Iran et au sud-ouest du Pakistan. Cette zone correspond approximativement au Baloutchistan et Makran actuels, une région partagée entre l’Iran et l’Afghanistan. La Gédrosie peut en outre être assimilée à la satrapie achéménide du Makran.
Trois principaux cours d’eau la traverse : le Dasht, le Tomerus ou Hingol et l’Arabis ou Purali. 

### Climat et végétation
La Gédrosie est caractérisée par un climat aride et une géographie vallonnée due à la présence de plusieurs chaînes de montagnes. Strabon qualifie la région de sablonneuse et aride.
La région est particulièrement sèche en hiver. La saison des pluies est en été, remplissant ou entraînant la crue des fleuves et des cours d’eau. Les précipitations ne dépassent pas les 150mm annuels et peuvent être inexistantes pendant plusieurs années consécutives.

La végétation connue de la région en tant que satrapie sont les palmiers, l’acanthe, la myrice, des arbres que Strabon compare au laurier qui produisent un poison (que les Orites utilisent pour frotter leurs flèches), des plantes épineuses aux fruits couchés par terre : 
« Certaine plante rampante, certaine épine, avec des fruits couchés semblables à des concombres, et pleine d'un suc si âcre que quelques gouttes tombant dans l'oeil soit d'un homme, soit d'un animal, suffisaient à le rendre aveugle » - Strabon, livre 15, 2, 7.

### Cités de Gédrosie
La côte et ses villages, à l'époque d'Alexandre III, sont connus grâce au récit de l’expédition de Néarque d’Arrien. Arrien mentionne: Malana (le point de départ de l’expédition), Bagisara - Pasira (village), Colta, Calama (village) , Carbis (rivage) et Cysa (ou Cuiza) (village), Mosarna (port), Balomus (rivage) Barna (village), Dendrobosa, Cophanta ou Cophas (port), Ciza, Talmena (port), Canasida (ville), Canate, Traesus (ou Troesi), Dagasira,,.   Les villes principales de l’intérieur de la satrapie sont Rambacia dans « le pays des Orites », et Pourra (Pura). Rambacia est la capitale des Orites, elle est également nommée dans les sources Ora. Elle possède un port à quelques kilomètres de la ville, elle ne se situe donc pas loin de la côte (Arrien). Pura est, elle, la capitale des Gédrosiens.  Pura est plus à l’est, à la frontière avec la Carmani ; elle était une résidence royale sous l’empire archéménide.
Deux cités sont fondées en 325 lors de la conquête de la satrapie d'Alexandre III par Léonnatos:  Alexandrie de Makramène, Alexandrie des Orites dans le Makran.

## Ethnographie
L’espace correspondant à la satrapie de Gédrosie a été peuplé à partir du Ve millénaire dans la région de Miri Qalat. Ce peuplement est connu grâce aux recherches archéologiques dans le Makran pakistanais effectuées par Roland Besenval. Les peuples connus de cette région à l’époque d’Alexandre III sont les Gédrosiens, les Orites,, les Arabites et les Icthyophages (« mangeur de poissons »). Les Arabites vivent dans la partie la plus à l’est de la satrapie, sur l'aval de l’Indus ; les Orites les avoisinent à l’ouest ; les Icthyophages vivent au bord des côtes, au sud de la province ; tandis que les Gédrosiens se situent dans les terres au centre de la satrapie.
Plutarque évoque leur régime de vie, qui dû à la géographie aride, serait difficile. Il mentionne deux sources d’alimentation : des moutons et du poisson, séchés au soleil. Les Gédrosiens se nourrissent grâce à leur culture des vallées irriguées. À l’approche des côtes, Arrien décrit un type d’habitat présent dans cette zone, des « cabanes, formées de la dépouille de crustacés et de squelettes de poissons », dont Quinte-Curce fait une mention assez similaire « ils construisent leurs cabanes avec des coquillages et d’autres rebuts de la mer ». Il décrit également leur style vestimentaire : des peaux de bêtes. Ces descriptions n'ont pas été généralisées à l'ensemble de la satrapie de Gédrosie.

## Histoire

### Sous l'empire achéménide
La Gédrosie a été une satrapie de l'empire perse achéménide, avec pour capitale Pura (« la Ville » en sanskrit).
Lors de ses campagnes vers l’est au VIe siècle av. J.-C., Cyrus le Grand (558-529 av. J.-C.) aurait occupé la Gédrosie, ce qui l’aurait mis en contact avec les Aryens de l’Inde. Il ne semble pas que Cyrus ait fait de la Gédrosie une unité administrative à proprement parler.
La Gédrosie semble avoir été annexée en tant que satrapie dite « orientale » par Darius Ier (550-486 av. J.-C.). La Gédrosie était une satrapie relativement indépendante dû à son éloignement géographique. Néanmoins, les princes locaux et rajahs, souvent dotés de puissantes armées, étaient tenus de fournir des contingents de soldats à l’armée Perse et de payer un impôt destiné à alimenter le trésor des rois perses. 

### La conquête et la traversée du désert de Gédrosie par Alexandre le Grand

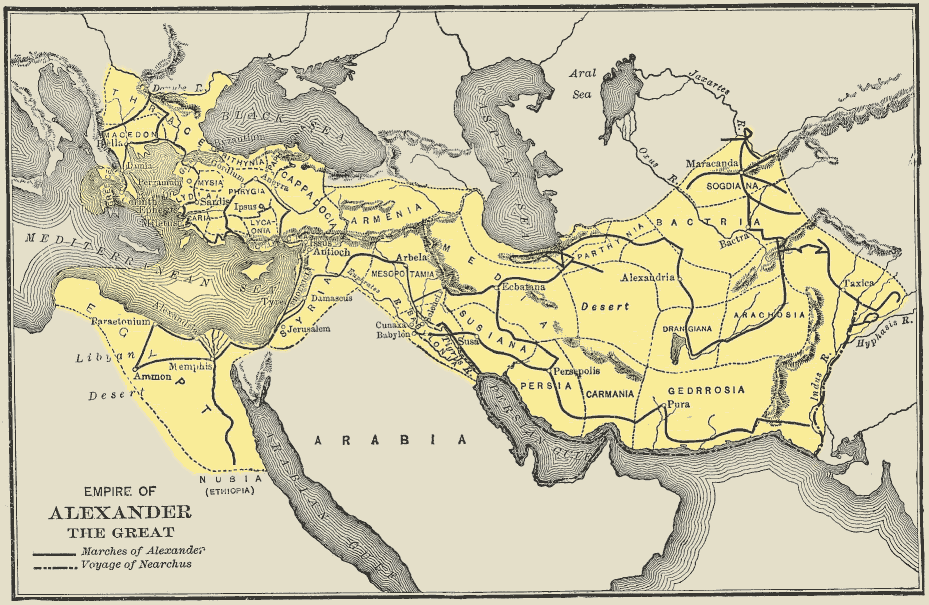
Carte représentant les satrapies du royaume d'Alexandre III

Au printemps 326, Alexandre se dirige avec son armée vers l’Inde (la plaine de l’Indus et non l’Inde actuelle) et franchit l’Indus. Les souverains locaux lui prêtent allégeance, mais à partir de juillet il doit faire face à la résistance du roi indien Pôrôs dont les éléphants font subir des pertes importantes à l'armée macédonienne lors de la bataille de l'Hydaspe. Alexandre obtient l’allégeance de Pôrôs en échange de sa survie et d'un élargissement du territoire sous sa domination.
À la suite de ce succès, Alexandre souhaite continuer la marche vers l’est. Mais son armée exténuée par les campagnes militaires ininterrompues depuis dix ans refuse de traverser le fleuve Hyphase et souhaite retourner en Macédoine. Après trois jours de négociations Alexandre doit céder et l'armée fait demi-tour.
L'armée macédonienne est séparée en trois contingents en juillet 325. Le premier, dirigé par Néarque, embarque sur une flotte d'une centaine de navires pour ouvrir une route maritime entre l'Indus et l'Euphrate. Le deuxième, mené par Cratère, a pour fonction principale de rapatrier les vétérans et les éléphants au cœur de l'Empire en passant par la Drangiane et de retrouver Alexandre en Carmanie. Le dernier, dirigé par Alexandre, et fort d'entre 12 000 et 30 000 hommes, emprunte le désert de Gédrosie, région encore inexplorée par son armée, afin de rejoindre Persépolis.
L’armée dirigée par Alexandre part de la plaine de Las Bela au mois d’octobre 325. Après avoir défait les Oritiens, qui rendent les armes sans combattre, elle rejoint l’axe oriental de la dépression de Kolwa pour rejoindre l’axe de circulation est-ouest et ainsi s’éloigner de la plaine côtière aride. La traversée se poursuit jusqu’à Hoshab, puis l'armée emprunte la vallée du Kesh et du Nihing, avant de redescendre ensuite sur la côte pour arriver à Pasni et ravitailler la flotte. Selon Arrien, Alexandre décide ensuite de suivre la côte pendant une semaine. Ce choix étant peu stratégique, l'on peut conjecturer qu’Alexandre ait souhaité punir l’armée à la suite de sa rébellion sur les bords de l'Hyphase, ou bien même que ce passage de sept jours est une invention au vu du caractère accidenté et aride de la côte, qui ne permet guère  le passage d’une armée. Quoi qu’il en soit, Alexandre et son armée rentrent à l’intérieur des terres et suivent la vallée de la Sarbaz, pour enfin arriver à Iranshahr (Pura), après soixante jours et plus de 1000 km de marche.
La traversée de la Gédrosie est une étape difficile et les pertes sont nombreuses. Les estimations chiffrent entre 6 000 et 12 000 le nombre de soldats perdus. Pour Arrien, ce chiffre reste inférieur aux pertes de Cyrus lors de sa propre traversée du désert, puisqu'il aurait lui perdu les 7/8e de son armée. Les animaux de trait sont utilisés comme nourriture et Arrien relate même que certains soldats ont eu recours au cannibalisme. De plus, le passage de l'armée d'Alexandre a probablement eu un impact durable sur l'équilibre économique et écologique d'une région déjà vulnérable. On peut supposer une diminution considérable des réserves d'eau et de bétail.

### Administration de la satrapie sous le gouvernement d'Alexandre le Grand
Alexandre III soumet une première fois les Orites et les Gédrosiens (qui vont être réunis dans la même satrapie), il donne alors pour mission de repeupler la ville de Rambacia à Hephaestion chargé d’implanter une colonie grecque. Alexandre, y laisse également des vivres sous la garde de Léonnatos. Cependant alors qu’Alexandre s’engage dans le désert du centre de la Gédrosie, les Gédrosiens aident les Orites à se soulever, obligeant Léonnatos à se battre pour ravitailler la flotte. Léonnatos fonde Alexandrie des Orites et Alexandrie de Makramène, dans le Makran. 
Après avoir conquis la région de Gédrosie, à la suite de la reddition des troupes oritiennes et gédrosiennes, après une délibération de groupe, face à l’armée du roi macédonien, Alexandre choisit des satrapes macédoniens pour la gouverner et l’administrer. Le premier satrape est Appolophane, avant d’être remplacé par Thoas puis Sibyrtios. En même temps que la délégation du gouvernement de la satrapie à Appolophane, Alexandre commande également à Léonnatos de rester dans la région commandant tous les Agriens, des archers, avec des chevaux et des « Grecs stipendiaires de toutes armes ». Ces éléments sont pour Arrien un moyen de repeupler, d’administrer d’accoutumer le peuple au nouveau gouvernement. Appolophane est destitué pour ne pas avoir exécuté les ordres d’Alexandre, selon Arrien lui-même cependant, il serait mort lors d’un soulèvement, des peuples de l’est, entre la rivière Hab et Hingol, les Sauvirans, en 325-324. Léonnatos après avoir subi de lourdes pertes contre eux et avoir fui Rambacia, prend le commandement de son propre chef de la satrapie, remet le pouvoir macédonien en place. Il envoie un rapport à Alexandre qui ne le reçoit que quand il arrive à Pura. Il nomme alors Thoas qui avait participé à l’expédition dans le désert, Arrien l’évoque, comme ayant été détaché de l’armée pour aller repérer les rivages et y faire une prospection des richesses. Thoas meurt de maladie, lui succède Sibyrtios, ancien satrape de Carmanie, devenu alors satrape de Gédrosie et d’Arachosie, le satrape d’Arachosie étant mort à la suite d'une sédition. Sibyrtios se voit confirmer comme satrape lors des accords de Babylone en 323, négociés entre les diadoques (successeurs d'Alexandre) après la mort d'Alexandre la même année, et de Triparadisos en 321. 

### Administration de la satrapie sous les diadoques
À la suite de nouveaux conflits qui éclatent entre les diadoques, une paix est signée en 311, Sibyrtios garde le titre de satrape d'Arachosie et de Gédrosie. Elle rétablie le statu quo d’avant les conflits. Antigone est de nouveau nommé stratège d’Asie. Son territoire s'étend donc théoriquement jusqu'aux satrapies lointaines, dont la Gédrosie. Séleucos ne participe pas à cette paix et s’emploie à reconquérir la Babylonie, tâche, semble-t-il, aisément remplie. Par la suite, il se lance cependant dans la conquête des satrapies « supérieures » (satrapies iraniennes), territoires appartenant à Antigone. Celui-ci décide de se débarrasser de Séleucos mais échoue. Les sources ne nous permettent pas d’établir la date, le lieu et les conditions précises de la défaite d’Antigone, mais il semblerait qu’il soit vaincu vers 309/308. Certains historiens, comme Edouard Will, émettent l’hypothèse qu’un traité fut signé entre les deux diadoques car à la suite de la défaite d’Antigone, Séleucos se tourne vers l’ouest de l’Asie afin de s'occuper des affaires indiennes, tandis qu’Antigone règle ses affaires occidentales. Les deux ne semblent donc pas craindre une attaque de l'autre.
Séleucos devient maître de l’Asie orientale dont fait partie la satrapie de Gédrosie. Il se retrouve confronté à deux problèmes déjà rencontrés durant l’Anabase. Il doit en effet gérer l’administration de ces satrapies lointaines ainsi que leur défense, tout en gérant la cohabitation des « anciens maîtres de l’Iran et des nouveaux ». Il doit notamment faire faire face au roi Chandragupta sur ses frontières orientales (appelé Sandrakottos pour les Grecs). Il est le fondateur de la dynastie indienne des Mauryas. Séleucos se détourne cependant de ce conflit car d’autres affaires l’appellent en Méditerranée. En effet, Cassandre, en conflit avec Antigone, forme une coalition à laquelle se joignent Lysimaque, Ptolémée Ier et Séleucos, qui met de côté les affaires indiennes. Pour ce fait, il abandonne à Chandragupta des territoires. L’exacte superficie des territoires cédés n’est pas précisément connue. Les satrapies de Paropamisades, d'Arachosie et de Gédrosie seraient cédées. Cependant, selon l’opinion dominante chez les historiens, seules les parties occidentales de ces satrapies sont en réalité récupérées par le roi maurya. Cela correspond donc au Gandhara ainsi qu’aux parties orientales de l’Arachosie et de la Gédrosie, c’est-à-dire avant tout des régions montagneuses et semi-désertiques. 

### Tableau des satrapes de Gédrosie
| Satrapes   | Durée de la fonction | Remarques |
| ---------- | -------------------- | --- |
| Apollphane | 325-324              | Il meurt en tant que satrape en combattant un soulèvement des Sauvirans.                                                                         |
| Thoas      | 324                  | Il meurt de maladie en 324. |
| Sibyrtios  | 324-303              | Il reste à la tête de la satrapie jusqu'à ce que Séleucos cède à Chandragupta Maurya, fondateur de l'Empire maurya, les territoires de Gédrosie. |

## Annexe

### Sources antiques
- Arrien, Anabase
- Diodore d'Agyrion, Bibliothèque historique
- Quinte-Curce, Histoire d'Alexandre le Grand
- Strabon, Géographie